# آندره آندریویچ اسمیرنوف
آندری آندریویچ اسمیرنوف (به روسی: Андрей Андреевич Смирнов) (زاده ۱۵ اکتبر ۱۹۰۵ – درگذشته ۲۶ فوریه ۱۹۸۲) دیپلمات اتحاد جماهیر شوروی سوسیالیستی بود.
اسمیرنوف در سال ۱۹۳۴ از مؤسسه طرح‌ریزی لنینگراد فارغ‌التحصیل شد و در ۱۹۳۶ به کمیساریای خلق امور خارجه پیوست. وی از ۱۹۴۰ تا ۲۲ ژوئن ۱۹۴۱ که روابط دیپلماتیک بین اتحاد شوروی و آلمان نازی قطع شد مشاور سفیر اتحاد شوروی در آلمان بود.
در ۲۸ ژوئن ۱۹۴۱ به عنوان سفیر اتحاد شوروی در ایران منصوب شد. در ۱۴ ژوئن ۱۹۴۳ به درجه دیپلماتیک سفیر فوق‌العاده و تام‌الاختیار رسید و تا ۱ سپتامبر ۱۹۴۳ در تهران خدمت کرد.
پس از اتمام مأموریتش در تهران به مسکو بازگشت و در اداره اروپایی وزارت امور خارجه روسیه مشغول به کار شد. کمی بعد در سال ۱۹۴۶ به معاونت وزارت امور خارجه رسید و تا سال ۱۹۴۹ در این سمت باقی‌ماند. در ۳۱ مارس ۱۹۵۶ مأموریت خود را به عنوان سفیر اتحاد شوروی در اتریش آغاز کرد و تنها تا ۱۴ اکتبر ۱۹۵۶ در وین باقی‌ماند.
اسمیرنوف سپس به مدت ۱۰ سال از ۱۴ اکتبر ۱۹۵۶ تا ۱۹ مه ۱۹۶۶ به عنوان سفیر اتحاد شوروی در آلمان غربی به کشورش خدمت کرد. وی پس از پایان مدت مأموریتش در بن، به عنوان سفیر شوروی در ترکیه منصوب شد و تا تاریخ ۶ ژانویه ۱۹۶۹ در آنکارا باقی‌ماند.
هنگامی که مأموریتش در ترکیه به پایان رسید به مسکو برگشت تا به عنوان معاون وزیر امور خارجه به خدمت خود ادامه دهد. وی در عین حال از سال ۱۹۷۰ تا ۱۹۷۳ ریاست نمایندگی اتحاد شوروی در یونسکو را بر عهده داشت.